# Ovophis okinavensis
Habu Hime, Vipère d'Okinawa
Espèce
Synonymes
- Trimeresurus okinavensis Boulenger, 1892

Ovophis okinavensis (Habu Hime, Vipère d'Okinawa) est une espèce de serpents, de la famille des Vipéridés.

## Répartition
Cette espèce est endémique des îles Ryūkyū (Japon). On la rencontre notamment sur l'île d'Okinawa (préfecture d'Okinawa) et dans les îles Amami (préfecture de Kagoshima).

## Description
L'holotype de Ovophis okinavensis mesure 350 mm dont 60 mm pour la queue. Cette espèce a la face dorsale brune avec des rayures ou des taches quadrangulaires sombres. Sa tête est brun foncé sur le dessus et noire sur les côtés avec une tache claire au niveau de la tempe. Sa face ventrale est brune avec des taches noirâtres de chaque côté.
C'est un serpent venimeux. C'est l'un des rares crotales à être ovipare.

## Étymologie
Son nom d'espèce, composé de okinav[a] et du suffixe latin -ensis, « qui vit dans, qui habite », lui a été donné en référence au lieu de sa découverte, l'île d'Okinawa.

## Publication originale
- Boulenger, 1892 : Description of new reptiles and batrachians from the Loo Choo Islands. Annals and Magazine of Natural History, ser. 6, vol. 10, p. 302-304 (texte intégral).